# Eucaterva variaria
Eucaterva variaria är en fjärilsart som beskrevs av Augustus Radcliffe Grote 1882. Eucaterva variaria ingår i släktet Eucaterva och familjen mätare. Inga underarter finns listade i Catalogue of Life.